# Flächenfallschirm

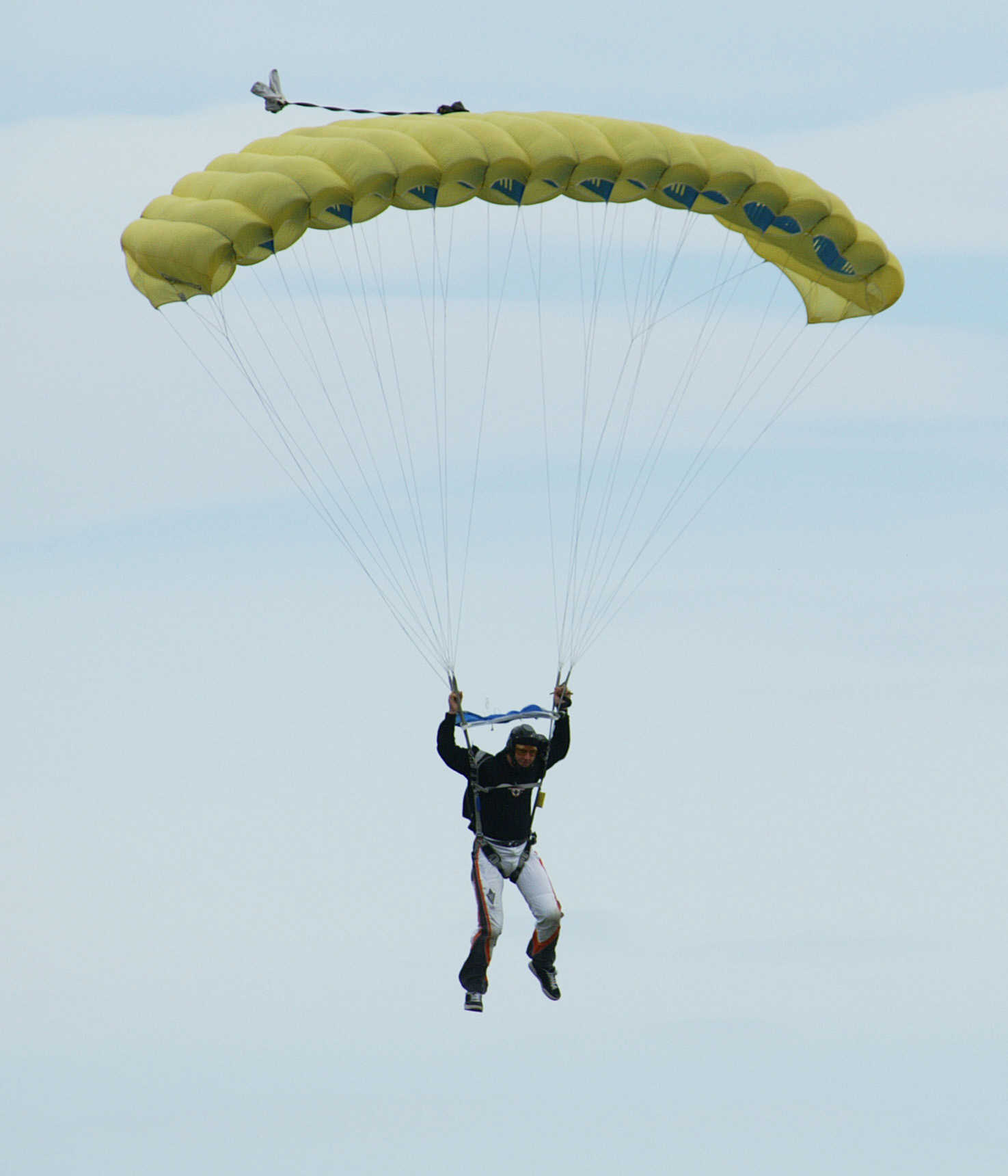
Fallschirmspringer an einem geöffneten Flächenfallschirm

Ein Flächenfallschirm, auch Gleitfallschirm, in Form eines Gleitsegels, ist eine luftgefüllte, aus mehreren Kammern bestehende, textile Tragfläche, die auf eine Verwendung als Fallschirm ausgelegt und mit der Nutzlast oder dem Fallschirmspringer durch ein System aus Fangleinen und Gurten verbunden ist. Nach der Formgebung wie einer Tragfläche werden diese auch als "Matratze" bezeichnet. Zwei Kammern bilden jeweils durch Luftdurchlässe eine Zelle.

## Eigenschaften
Flächenfallschirme weisen im Vergleich zu Rundkappen-Fallschirmsystemen eine wesentlich bessere Gleitfähigkeit und Steuerbarkeit auf. Es können mit ihnen daher durch Bremsen der Vorwärtsfahrt sehr sanfte Präzisionslandungen durchgeführt werden.

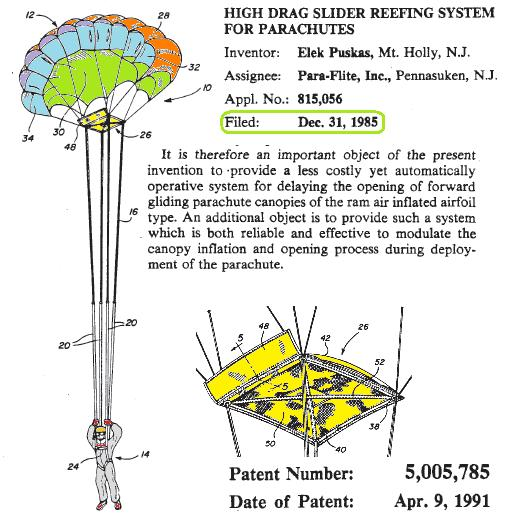
Slider-Patent zur Reduzierung des Öffnungsstoßes am Flächenfallschirm

Gleitfallschirme unterscheiden sich von Gleitschirmen dadurch, dass sie in der Luft, nach einer Freifallphase, geöffnet werden können. Gleitfallschirme sind einerseits stabiler ausgelegt und weisen andererseits ein Verzögerungssystem für die Vermeidung der schlagartigen Kappenentfaltung auf – dies ist heute meist ein Slider, vormals auch eine umlaufende Reffleine oder ein Diaper, der die Kappenbasis in der Öffnung zusammenhielt. Die Verarbeitung und das Material von Gleitschirmen ist nicht auf eine schlagartige Öffnung nach Freifall ausgelegt.
Gleitfallschirme erreichen im Allgemeinen aber nicht die Gleitzahl von Gleitschirmen. Bestandteil des Gleitfallschirms sind der Öffnungsverzögerer und die innere Verpackung heute meist als Pod, selten als Kurzpackschlauch, sowie das Hand-deploy oder ein Hilfsschirm mit Aufziehkabel. Die Haupttragegurte hingegen gehören zur äußeren Verpackung, dem Container, und verbleiben auch an diesem bei einem Austausch der Kappe. Die sich an der Fallschirmkappe in Verlängerung der Fangleinenbündel oberhalb befindlichen kurzen Bänder, je Zelle eines, dienen als Packhilfsbänder um die Fallschirmkappe im side pack geordnet packen zu können. Diese haben aufeinander abfolgende sich einmal wiederholende Farben.
Gleitfallschirme fliegen durch die räumliche Trennung von Schwerpunkt (in der Nähe der Nutzlast) und Auftriebszentrum (in der textilen Tragfläche) sehr eigenstabil. Richtungsänderungen werden über Steuerleinen, die links und rechts an der Gleitfallschirmhinterkante befestigt sind, eingeleitet. Mit ihnen verformt man den Gleitfallschirm asymmetrisch. Durch die negative Neigung des Flächenfallschirms zum Horizont gleitet der Fallschirm durch die in unterschiedlicher Geschwindigkeit am Fallschirm vorbei strömende Luft vorwärts. Dadurch werden die Steuerleinen auch zum Bremsen benutzt und die Eigengeschwindigkeit des Fallschirms verlangsamt bzw. bei Gegenwind bis Null aufgehoben.

## Größe und Belastung
Die Größe von Flächenfallschirmen wird traditionell in sqft gemessen. Tandemschirme haben etwa 330 bis 400 sqft, Schülerschirme 200 bis 300 sqft, erfahrene Springer fliegen mit Schirmen bis unter 84 sqft. Die Fallschirmbelastung (Wing-Load) liegt bei Schülern zwischen 0,8 und 1,1 lbs/sqft. Üblich ist eine Wingload von bis zu 1,65 lbs/sqft. Darüber beginnt der Bereich, der nur von den erfahrensten Springern in Erwägung gezogen werden darf.
Für Springer bis zu 300 Sprüngen wird eine Wingload von maximal 1,3 lbs/sqft empfohlen.

## Arbeitsgruppe ADS
Die wissenschaftlich wichtigste Anlaufstelle für alle Fragen zu Fallschirmen und Gleitfallschirmen ist die Arbeitsgruppe ADS (Aerodynamic Decelerator Systems) des AIAA (American Institute of Aeronautics and Astronautics). Die alle zwei Jahre stattfindenden Konferenzen und die zugehörigen Berichte geben die jeweils aktuellen Forschungsergebnisse und Projekte wieder.

## Entwicklungsgeschichte
Fallschirme waren lange Zeit meist entweder nicht oder nur schlecht steuerbare Rundkappen mit relativ hoher Sinkgeschwindigkeit. Heute sind Rundkappenfallschirme im Prinzip nur noch dort gebräuchlich, wo Steuerbarkeit weitgehend nutzlos oder gar unerwünscht ist. Dies trifft (mit Ausnahmen) hauptsächlich auf Lasten- und Rettungsfallschirme zu. Bei den meisten anderen Anwendungen und speziell im Fallschirmsport sind heute Schirme üblich, deren Entwicklung in den 50er und 60er Jahren begann.
Anfang der 1960er Jahre wurde in Zusammenhang mit den Raumfahrtplänen der USA und der damaligen UdSSR auch die Entwicklung von Fallschirmen vorangetrieben, um die Landekapseln von Raumschiffen nach Missionsende besser zur Erde zurückbringen zu können.
Nach der Weiterentwicklung u. a. der bereits in den 1950ern verfolgten "Rogallo-" und "Mehrzeller-Konzepte", wurde dabei 1962 mit dem Para Commander US eine steuerbare Hochleistungsrundkappe zum Patent angemeldet.
Am 1. Januar 1963 folgte Domina Jalbert mit dem Patent eines speziellen mehrzelligen Fallschirms.
Im März 1963 veröffentlichte Jalbert seine Erkenntnis, dass man sich zur effektiven Leistungssteigerung wohl grundsätzlich von der parabolischen Form der Fallschirme verabschieden müsste und stattdessen luftgefüllte Zellen in Tragflächenform verwenden sollte.

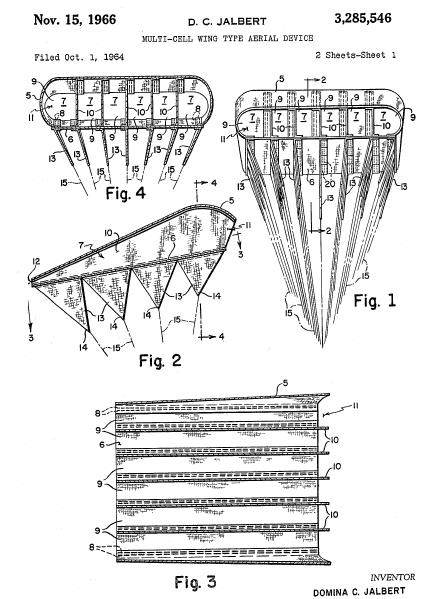
Zeichnungen des am 1. Oktober 1964 von Jalbert angemeldeten Patents seines "Multi-Cell Wing"

Am 1. Oktober 1964 erfolgte durch Jalbert die Anmeldung eines entsprechenden kasten- oder matratzenförmigen mehrzelligen Fallschirmkonzeptes (Parafoil), mit dem er im Prinzip Rogallos frühere Ideen aufgriff. Noch im selben Jahr flog eine erste motorisierte Version von Nicolaides (siehe auch Motorschirm).
Da die NASA doppelflächigen Fallschirmsystemen damals skeptisch gegenüberstand, wurde von Dave Barish ein rechteckiger Einzelflächen-Schirm (siehe auch Sailwing) entwickelt und ebenfalls 1964 patentiert. Dessen Weiterentwicklung von 1965, der Sailwing, kann als erster Gleitschirm der Geschichte gelten. 
Nachdem Steve Snyder Öffnungsverzögerungen (Slider) für den Parafoil von Jalbert entwickelt hatte, konnte Paul Poppenhager wohl den ersten Fallschirmabsprung mit einem Parafoil ausführen. 1967 erfolgten Sprünge damit, aber offenbar noch mit "offenem Schirm" oder mit sofortiger Öffnung und erst Fortentwicklungen der Öffnungsverzögerung durch Snyder ermöglichten endgültig freifalltaugliche Schirme. Ebenfalls 1967 wurde durch Walter Neumark wohl auch der erste Fußstart mit einem Parafoil ausgeführt (siehe auch Gleitsegeln und Bergfliegen).
Bereits 1968 stiegen die Golden Knights, eine bekannte amerikanische Fallschirmspringer-Truppe, vom Parawing des Rogallo-Typs auf einen Parafoil-Fallschirm um. 
Im Laufe der folgenden zehn Jahre setzten sich die neuen Matratzen-Fallschirme dann weltweit durch und hatten ca. 1980 die früheren Rundkappensysteme im Fallschirmsport weitgehend ersetzt. In der Ausbildung wurden seit den 1990er Jahren diese immer mehr mit Schulgleitfallschirmsystemen auch mit Zwangsauslösung durchgeführt. Bis dahin wurde mit Rundkappenfallschirmen ausgebildet und der ausgebildete Springer dann umgeschult. Die Matratzenschirme – und nicht etwa der frühere, technisch abweichende erste Gleitschirm Barishs von 1965 – stellten auch zugleich die Basis für die Entwicklung des neuen Gleitschirmsports dar.
Für den Bereich des militärischen Fallschirmspringens siehe Military Freefall.

## Anwendungen
In jüngerer Zeit werden auf Gleitfallschirmen basierende selbststeuernde Lastfallschirmsysteme wie das amerikanische Joint Precision Airdrop System und das deutsche Cassidian ParaLander entwickelt, die mittels Satellitennavigation (GPS) selbständig ein vorher festgelegtes Ziel ansteuern und eine Nutzlast an einen Zielpunkt verbringen. Diese Anwendung ist für die preiswerte und präzise Rückführung von Weltraumlasten sowie die Lieferung humanitärer Güter interessant. Eine Anwendung fand sich in der Weltraum-Rettungskapel NASA X-38, wo während der Erprobung seinerzeit der größte Gleitschirm der Welt zum Einsatz kam. Außerdem nutzt SpaceX ein derartiges System für die Landung der Nutzlastverkleidungen von Raketen.